# Kistelek
Kistelek város Csongrád-Csanád vármegye Kisteleki járásának székhelye és egyetlen városa.

## Fekvése
Miután a török feldúlta az ország középső területeit, szükség volt az újbóli betelepítésekre, és ennek következtében Szeged és Kiskunfélegyháza közé félúton kitelepítettek 100 családot a Kis-Telek-i pusztára, aminek a leszármazottjai többé-kevésbé ma is itt élnek.
A nevezetes 20. hosszúsági kör (meridián) csak pár kilométerrel található keletebbre a település központját képező körforgalomtól.
Két eltérő adottságú terület, a homokkal teli Kiskunság, és az agyagos Tisza-völgye határán fekszik. E két terület arculatilag is különbözik, míg az egyikre kiterjedt tanyavilág jellemző (pl.: Zöldmező Kemping Balástyán), addig a másikra a nagybirtokos majorsági rendszer (pl.: az Ópusztaszeren található Pallavicini kastély).
Talajai meglehetősen heterogén összetételűek. Ópusztaszer és Kistelek határában inkább az agyagos talaj a jellemző. Csengele határában homokot találhatunk, amikben fellelhetünk itt-ott szikes legelőket, kilúgozott édesvízi mészköves területet. A folyószabályozások előtti Fehér-tónak a maradványai közül is fellelhetünk párat (Nagy-szék, Müller-szék, Bíbic-tó), melyek lassanként elmocsarasodnak és folyamatosan pusztulnak. Ezzel együtt jelentős madárvilágnak adnak otthont, messze vidékekről vonzva a környékre az ornitológusokat, hiszen költ például ezen a tájon az európai viszonylatban is ritka gólyatöcs és számos más partimadár.
A belterület nagy részén már nem találkozhatunk természetes talajtakaróval, hisz a belvizek elhárítása érdekében sok mélyebben fekvő területrészt feltöltöttek. Ezek a területek például a Zrínyi u., Jókai u. vége akár egy régi temetőt is rejthetnek magukban. Vagy például a víztorony és környéke, ahol hajdanán szőlőskertek is voltak, amíg ki nem parcellázták és fel nem töltötték a helyüket.
Növényzete a 19-20. század fordulója előtt a fás pusztákéhoz volt hasonló; mára nagy része kultúrterületté vált, csak kis része maradt meg legelőként, természetes erdős növényzet pedig szinte nem is maradt, talán a szórványosan felbukkanó, magról kelt keskenylevelű ezüstfás (népies nevén olajfás) foltok emlékeztetnek az eredeti tájképre. Szerencsére a kommunizmus nem érintette úgy a tanyavilágát, mint más területeket, kiterjedt a tanyavilága is. Manapság hanyatlóban van, fejlesztésre szorul, sok a lepusztult állapotú.

### Megközelítése
A város központján áthalad, annak főutcájaként, nagyjából észak-déli irányban az 5-ös főút, így az a legfontosabb közúti megközelítési útvonala. A környező települések  közül Kiskunmajsával-Kömpöccel és Ópusztaszerrel van közvetlen közúti összeköttetése, mindhárommal az 5411-es út kapcsolja össze. Érinti a területét az M5-ös autópálya is, melynek legközelebbi csomópontja a központjától mintegy 4,5 kilométerre nyugatra található, közigazgatásilag Csengele területén, a sztráda és az 5411-es út keresztezésénél.
A hazai vasútvonalak közül a települést a Cegléd–Szeged-vasútvonal érinti, melynek három megállási pontja van itt: Csengele vasútállomás, Kisteleki szőlők megállóhely és Kistelek vasútállomás. A két előbbi külterületek között létesült, míg a városi állomás a belterület nyugati szélén helyezkedik el, nem messze az 5411-es út és a vasút keresztezésétől; közúti elérését az előbbi útból északnak kiágazó 54 321-es számú mellékút teszi lehetővé.

## Története
Először 1420-ban említik oklevélben,[forrás?] helyén már a középkorban templomos, kun település létezett. A település a törökdúlás után hosszabb időre Szeged pusztája lett.
Kistelek-pusztán 1747-ben, a félegyházi út mellett postaállomás és csárda közelében hét szállás állt.
Kistelek újkori benépesítése egészen speciális indokból történt. A szeged-pesti országút a kistelki pusztán menve keresztül, gyakran megtörtént, hogy itt a postát kirabolták. A kormány úgy próbált segíteni a bajon, hogy Szeged városára 1774-ben ráparancsolt, szakítson ki határából 11 ezer hold földet és azt népesítse be. Némi vonakodás után Szeged, a vármegye közreműködése mellett Kistelekre 100 családot hozatott, leginkább a Mátra vidékéről, s azoknak elegendő földet bocsátott a rendelkezésükre.
A homokot szőlőtermesztéssel hasznosították, azonban egy filoxéra járvány tönkretette szőleit az 1870-80-as években.
Kistelek 1970. január 1-jétől nagyközség, 1984-ben városi jogú nagyközség, 1989. március 1-jétől város. Öt környező település – Baks, Balástya, Csengele, Ópusztaszer, Pusztaszer – kereskedelmi, közlekedési, oktatási és egészségügyi központja.

## Közélete

### Polgármesterei
| Név         | Párt        | Terminus  | Megjegyzés / Források |
| ----------- | ----------- | --------- | --- |
| Ott József  | független   | 1990–1998 | Az 1990-es polgármester-választásról, a Nemzeti Választási Iroda publikus nyilvántartása alapján csak annak végeredménye állapítható meg. |
| Ott József  | MSZP        | 1990–1998 | Az 1994. december 11-én megtartott választáson a 2172 érvényesen leadott szavazatból, három jelölt közül 1670 szavazatot szerzett meg, amivel 76,89 %-os eredményt ért el.                                                                              |
| Nagy Sándor | Fidesz      | 1998–     | Az 1998. október 18-án megtartott választáson a 3053 érvényesen leadott szavazatból, öt jelölt közül 1692 szavazatot szerzett meg, amivel 55,42 %-os eredményt ért el.                                                                                  |
| Nagy Sándor | Fidesz      | 1998–     | A 2002. október 20-án megtartott választáson a 2933 érvényesen leadott szavazatból, két jelölt közül 2497 szavazatot szerzett meg, amivel 85,13 %-os eredményt ért el.                                                                                  |
| Nagy Sándor | Fidesz-KDNP | 1998–     | A 2006. október 1-jén megtartott választáson egyedüli jelöltként indult, így a 2059 érvényesen leadott szavazat 100 %-át szerezte meg. |
| Nagy Sándor | Fidesz-KDNP | 1998–     | A 2010. október 3-án megtartott választáson a 2717 érvényesen leadott szavazatból, három jelölt közül 1745 szavazatot szerzett meg, amivel 64,23 %-os eredményt ért el.                                                                                 |
| Nagy Sándor | Fidesz-KDNP | 1998–     | A 2014. október 12-en megtartott választáson a 2319 érvényesen leadott szavazatból, három jelölt közül 1723 szavazatot szerzett meg, amivel 74,3 %-os eredményt ért el.                                                                                 |
| Nagy Sándor | Fidesz-KDNP | 1998–     | A 2019. október 13-án megtartott választáson a 2447 érvényesen leadott szavazatból, két jelölt közül 1224 szavazatot szerzett meg, amivel 50,02 %-os eredményt ért el, mindössze egyetlenegy szavazattal legyőzve független kihívóját, Mészáros Gábort. |
| Nagy Sándor | Fidesz-KDNP | 1998–     | A 2024. június 9-én megtartott választáson a 3429 érvényesen leadott szavazatból, négy jelölt közül 1643 szavazatot szerzett meg, amivel 47,91 %-os eredményt ért el.                                                                                   |

## Gazdaság
A munkanélküliség nagyon magas, 2011 első negyedévében 19,1 százalékot mértek.
Itt működik a megyei tejüzem egykori területén az 1994-ben alakult  Kisteleki M + M Sajtgyártó Kft..

## Népesség
A település népességének változása:
| Lakosok száma | 7138 | 7095 | 6917 | 7067 | 6995 | 7039 | 7072 |
|               | 2013 | 2014 | 2018 | 2021 | 2022 | 2023 | 2024 |

2001-ben a város lakosságának 99%-a magyar, 1%-a cigány nemzetiségűnek vallotta magát.
A 2011-es népszámlálás során a lakosok 89,3%-a magyarnak, 1,6% cigánynak, 0,2% németnek, 0,5% románnak mondta magát (10,6% nem nyilatkozott; a kettős identitások miatt a végösszeg nagyobb lehet 100%-nál). A vallási megoszlás a következő volt: római katolikus 61,2%, református 2,6%, evangélikus 0,4%, görögkatolikus 0,2%, felekezeten kívüli 11,1% (23,6% nem nyilatkozott).
2022-ben a lakosság 90,5%-a vallotta magát magyarnak, 0,9% cigánynak, 0,5% románnak, 0,2% németnek, 0,1% szerbnek, 2,5% egyéb, nem hazai nemzetiségűnek (9,4% nem nyilatkozott; a kettős identitások miatt a végösszeg nagyobb lehet 100%-nál). Vallásuk szerint 36,3% volt római katolikus, 2,4% református, 0,3% görög katolikus, 0,2% evangélikus, 1,7% egyéb keresztény, 2,3% egyéb katolikus, 12,8% felekezeten kívüli (43,9% nem válaszolt).

## Egyházak
- Szent István Király Római Katolikus Plébánia (6760) Kistelek, Bercsényi Miklós utca 5
- Kisteleki Református Gyülekezet (6760) Kistelek, Rákóczi Ferenc utca 5
- Kisteleki Evangélikus Egyházközség (6760) Kistelek, Rákóczi Ferenc utca 5
- Evangéliumi Pünkösdi Gyülekezet (6760) Kistelek, Tóalj utca 11
- Krisztus Szeretete Egyház (6760) Kistelek, Petőfi Sándor utca 7
- Hetednapi Adventista Egyház (6760) Kistelek, Damjanich János utca 20
- Izraelita Hitközség (6760) Kistelek, Kisteleki Ede utca 6

## Nevezetességek, látnivalók
- Geotermikus erőmű
- Római katolikus Szent István-templom: 1825–1831 között épült, klasszicista stílusú
- A római katolikus templom mellett található (1929)-ben készült Első világháborús emlékmű – katonaszobor. Keviczky Hugó és Hadnagy Imre alkotása aminek talpazatára 261 elesett hős nevét vésték.
- Második világháborús emlékmű (1991) Borvendég Béla és Szathmáry Gyöngyi alkotása
- Kocsó-kápolna és Kálvária (stációk)
- Kisteleki Múzeum, helytörténeti gyűjtemény
- Napsugaras házak (már csak 11 darab épület áll: Bocskai u. 18., Hunyadi u. 4., Jókai u. 15. és 52., Kisteleki Ede u. 32., Molnár János u. 9., Petőfi u. 15., Rákóczi u. 14., Víg u. 25., Zrínyi u. 17. és 33/b.
- Szent István díszkút
- Termálfürdő: A 34-38 °C-os víz alkalmas ízületi-, mozgásszervi megbetegedések, illetve nőgyógyászati panaszok kezelésére

## Közoktatási intézmények
- Gróf Klebelsberg Kuno Művelődési Központ
- Árpád Fejedelem Katolikus Gimnázium és Szakközépiskola
- Kisteleki Általános Iskola
- Kollázs Művészeti Iskola
- Rózsaliget Kollégium
- Hétszínvirág Óvoda
- Szivárvány Óvoda

## Jelentősebb civil egyesületek, szervezetek a városban
- Kisteleki Kertészek és Kertbarátok Egyesülete
- Nyugdíjas Klub
- Kisteleki Városvédő Egyesület
- IKER - Ifjú Keresztények Egyesülete
- Ifjú Kistelekiek Szövetsége

## Testvérvárosai
- , Årslev Dánia
- , Poręba Lengyelország
- , Gerace Olaszország

## Itt született
- 1861-ben Kisteleki Ede költő, újságíró
- 1869-ben Balla Jenő író, színkritikus
- 1882-ben Kováts J. István református teológiai professzor, egyházkerületi főjegyző, országgyűlési képviselő, a Független Kisgazdapárt alelnöke
- 1897-ben Vicsay Lajos pedagógus, helytörténész
- 1902-ben Tápai Antal szobrászművész
- 1910-ben Polgár Gyula világbajnoki ezüstérmes labdarúgó
- 1927-ben Mikó Sándor belsőépítész
- 1931-ben Solymosi Frigyes akadémikus, kémikus
- 1957-ben Sejben Lajos festőművész
- 1967-ben Kis Zita, válogatott labdarúgó, ultrafutó
- 1967-ben Zoltai Attila festőművész
- 1968-ban Hollósi Zsolt újságíró, tanár
- 1971-ben Punk Mária költő és drámapedagógus

## Díszpolgárok
A város díszpolgárai az alábbi személyek:
- gróf Apponyi Albert (1920)
- gróf Bethlen István (1926)
- Horváth János, gumijavító mester (2001)
- Molnár István, pedagógus (2001)
- Rostás Sándor, plébános (2003)
- Dr. Hajdú István, gyógyszerész (2005)
- Gyifko Gyula Kálmán, szíjgyártó mester nép iparművész (2010)
- Törökgyörgy József, tánctanár (2013)
- Törökgyörgy Józsefné, tánctanár (2013)
- Dr. Pálinkás Pál, orvos (2014)
- Sándor Habsburg-Lothringen (2018)

## Kistelek az irodalomban
- Kistelek a helyszíne és ihletője Móra Ferenc A bába című írásának.
- A történet számos motívumából ítélve (illetve az író személyes közlése alapján) Kistelek az egyik fő helyszíne Temesi Ferenc Híd című regényének; a könyvben a település Tengőd néven szerepel (nem azonos az azonos nevű, létező Somogy vármegyei Tengőd településsel).

## Képgaléria

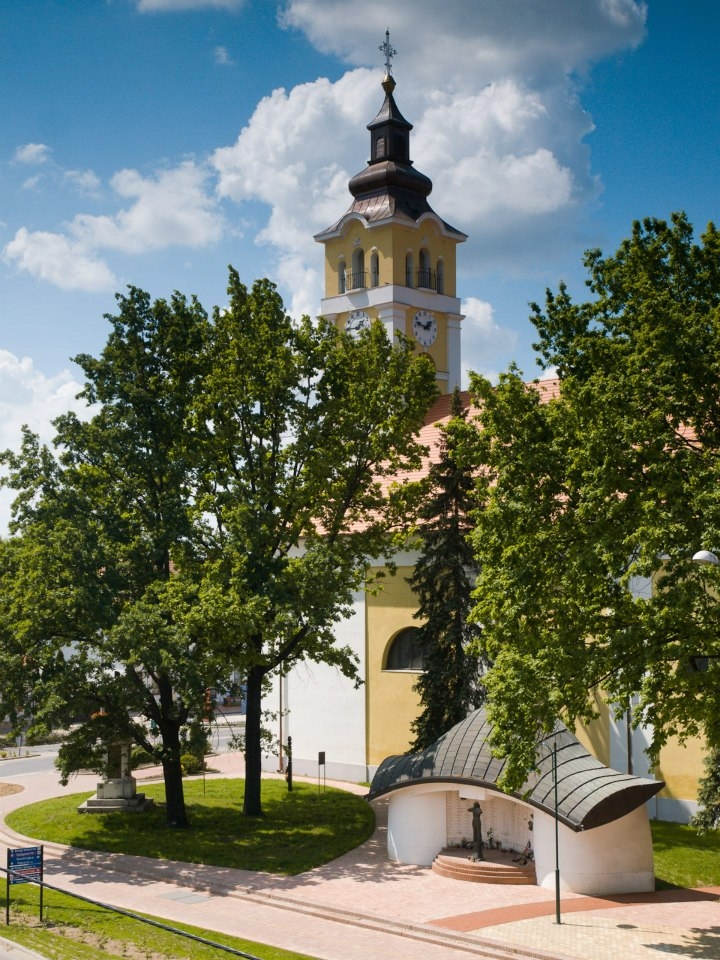
Templomkert
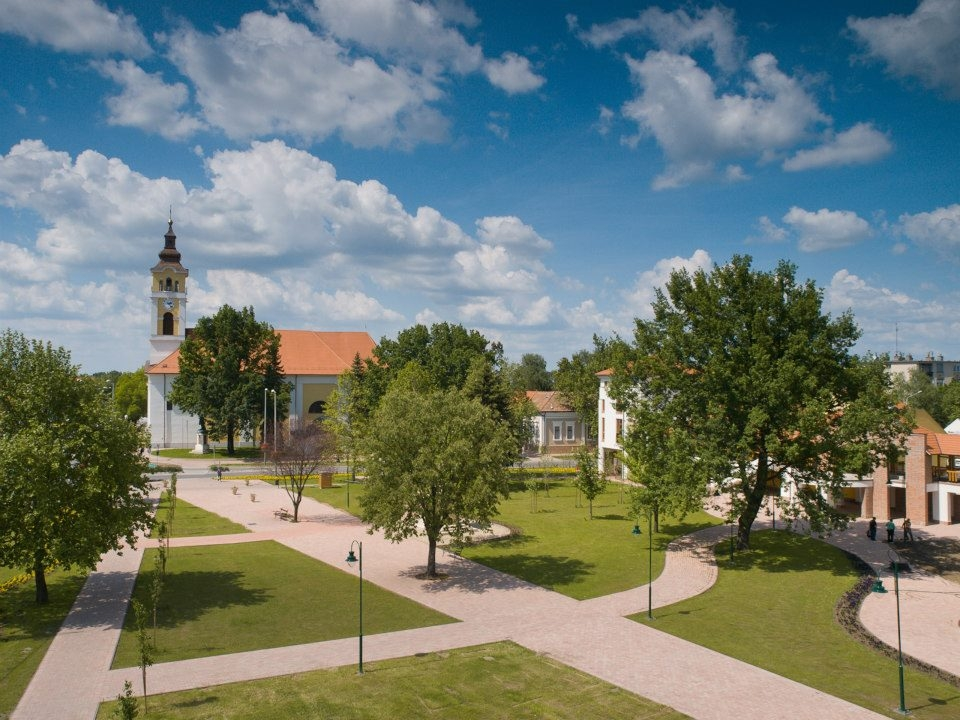
Szent István tér
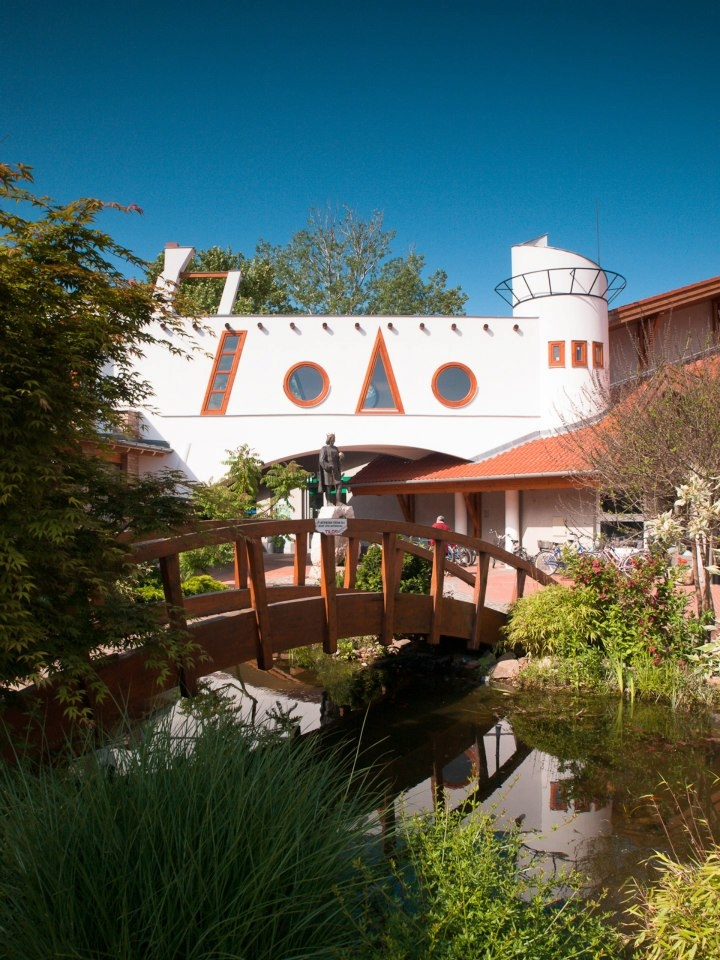
Szent László tér
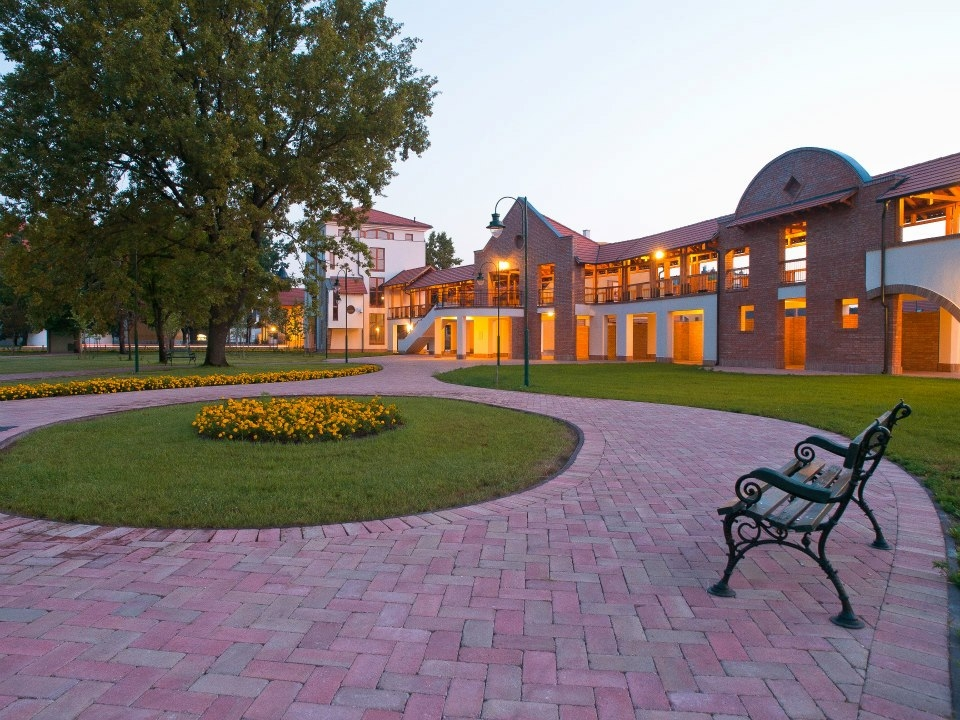
Szent István tér
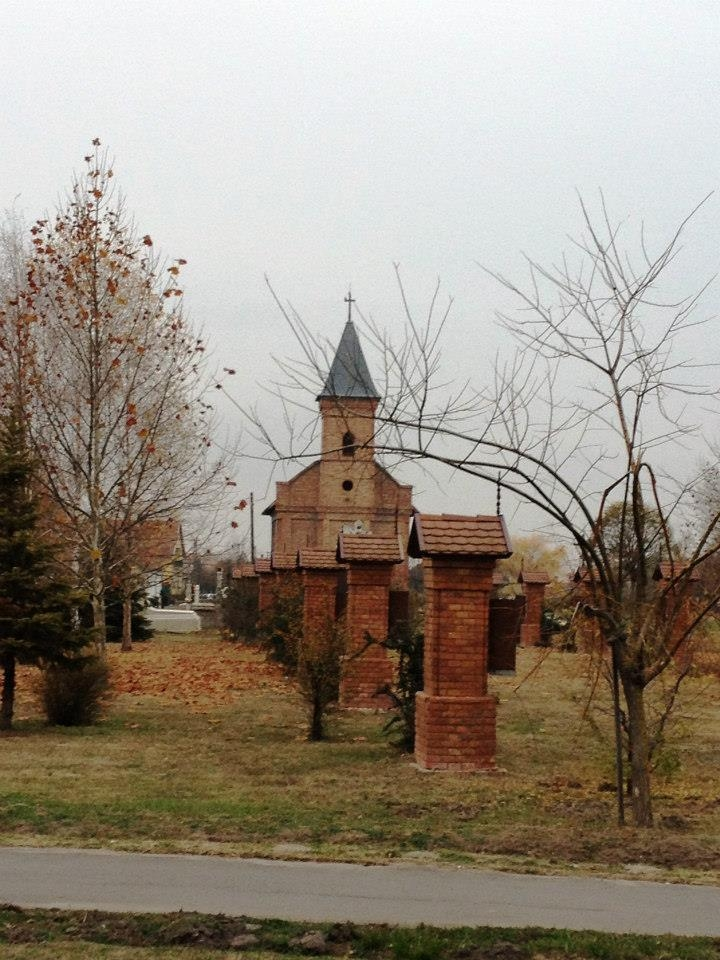
Kocsó-kápolna és kálvária-stációk
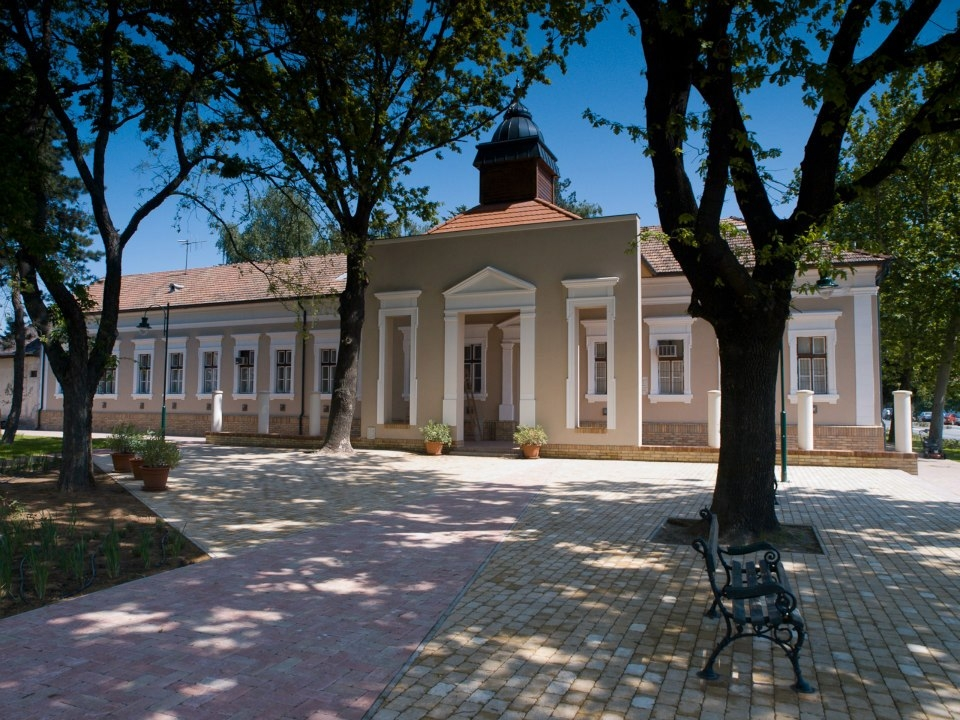
Kisteleki Városháza
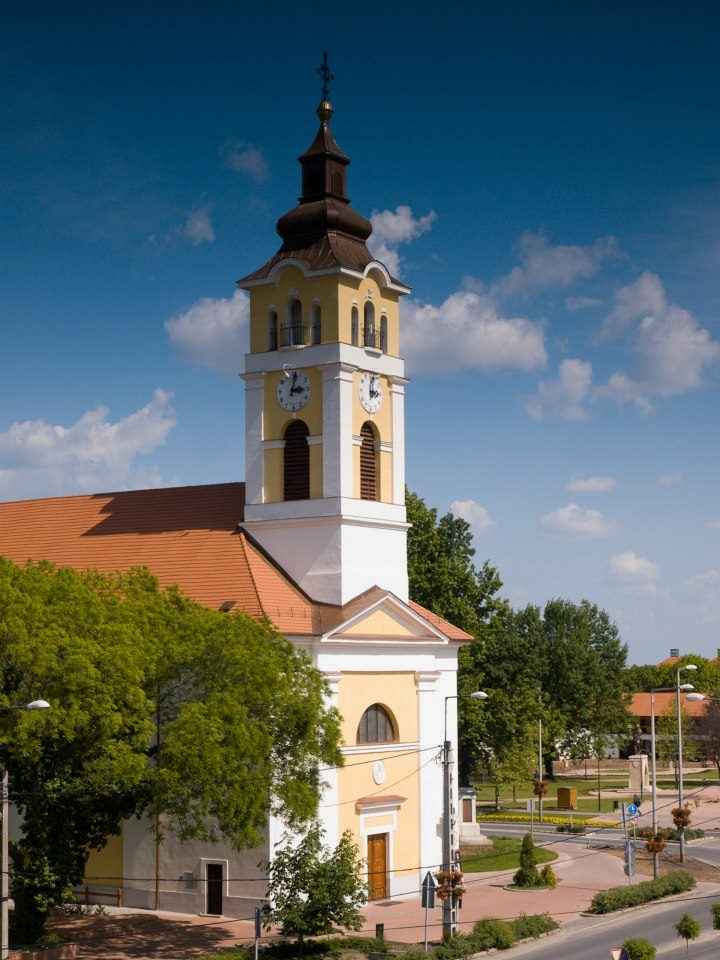
Kisteleki római katolikus templom
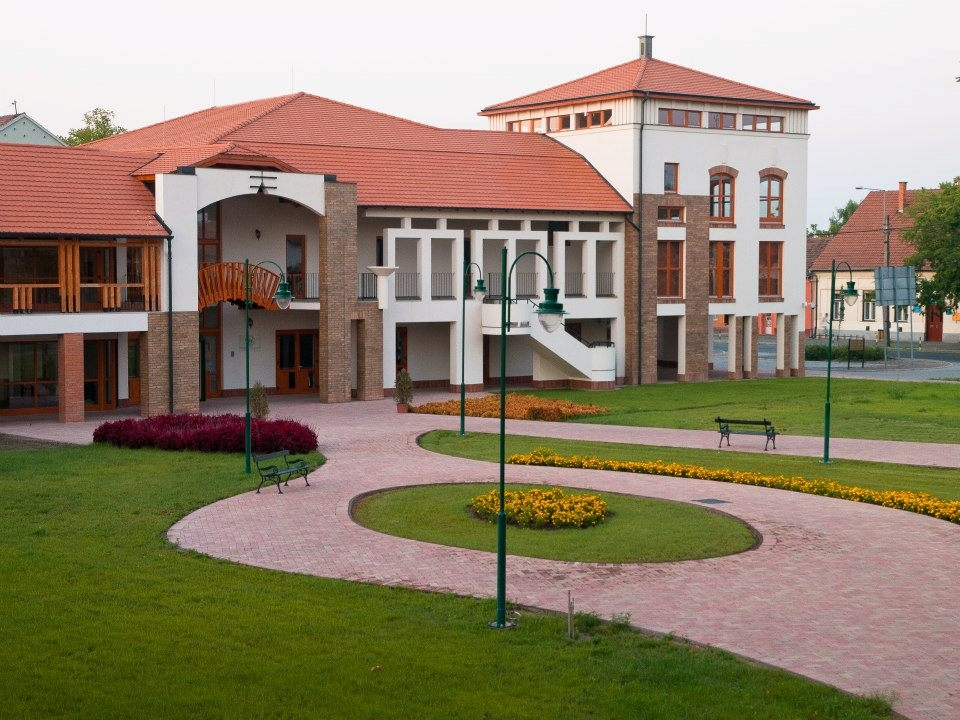
Gróf Klebelsberg Kunó Művelődési Központ
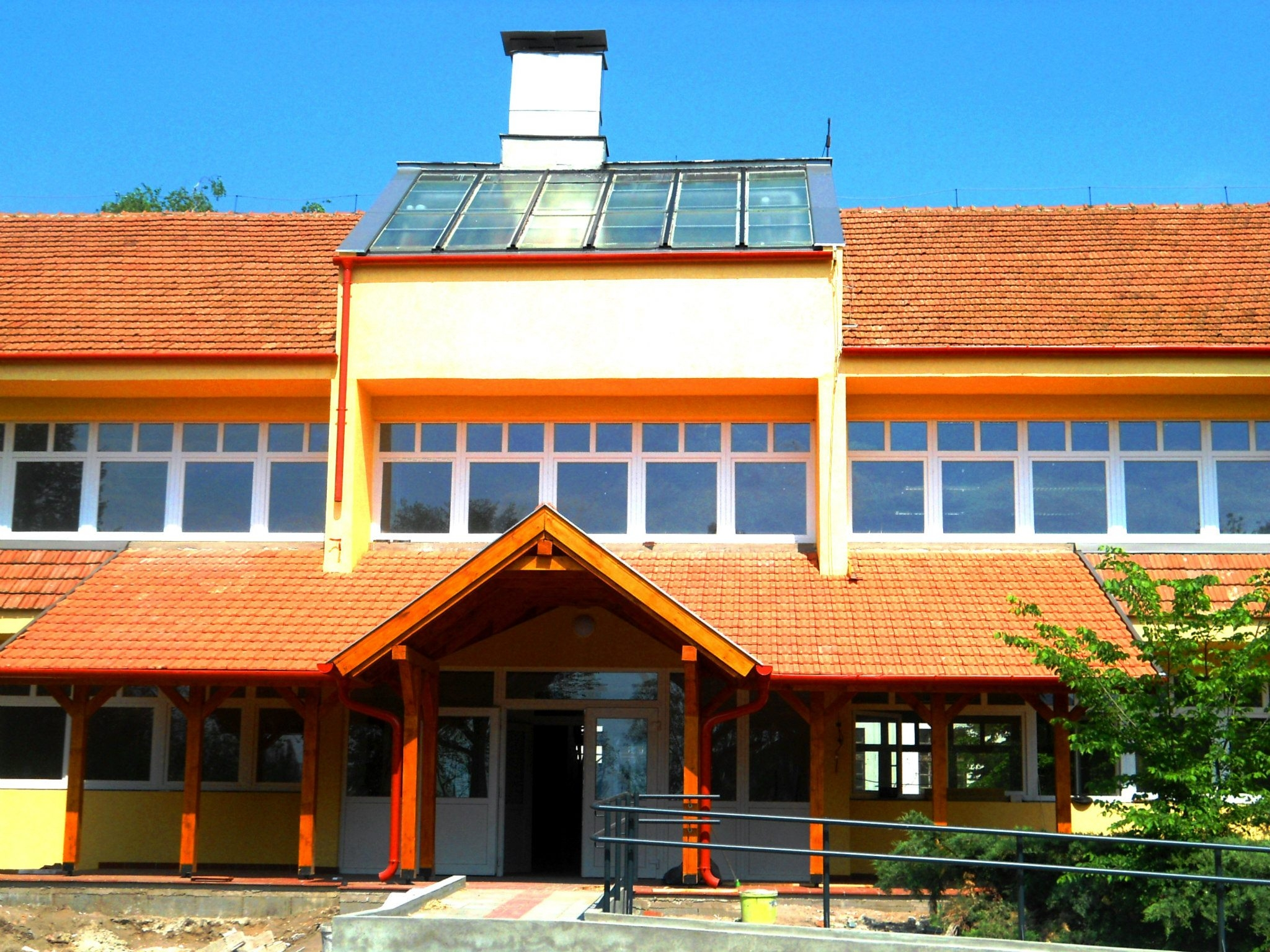
Kisteleki Agrár-Oktatási Központ